# Kruhel (Ukraina)
Kruhel (ukr. Кругель) – wieś na Ukrainie w rejonie kowelskim obwodu wołyńskiego.